# Julian Green
Julian Wesley Green (Tampa, 6 giugno 1995) è un calciatore statunitense con cittadinanza tedesca, attaccante del Greuther Fürth.

## Biografia
Figlio di un militare statunitense e di madre tedesca. Vive in Germania dall'età di 2 anni.

## Caratteristiche tecniche
È un'ala sinistra di natura anche se non ha problemi a giocare anche come ala destra, grazie alla capacità di usare entrambi i piedi.

## Carriera

### Club

#### Bayern Monaco
Cresce nelle giovanili del Bayern Monaco, ma solo l'8 novembre 2013, firma un contratto da professionista che lo legherà al Bayern Monaco fino al 2017.
Esordisce in prima squadra nella partita del 27 novembre 2013 CSKA Mosca-Bayern Monaco (1-3) valevole per la fase a gironi dell'UEFA Champions League. A dicembre partecipa poi alla Coppa del mondo per club FIFA 2013, a seguito dell'infortunio di Arjen Robben. Green è elencato come membro della prima squadra per la stagione 2014-15.
Il 20 agosto 2015, Green viene relegato al Bayern Monaco II. Fa la sua prima apparizione della stagione, giocando come terzino destro, il 21 agosto 2015 contro il SV Schalding-Heining. Il 23 ottobre 2015, Green segna una tripletta contro l'FC Augsburg II. Green gioca poi una partita come titolare in Champions League con la prima squadra contro la Dinamo Zagabria, rimanendo in campo per 62 minuti. È la prima apparizione di Green in prima squadra in oltre due anni.

#### Amburgo
Il 1º settembre del 2014 passa in prestito alla squadra tedesca dell'Amburgo, per una cifra attorno ai 300.000 euro.
Nel febbraio 2015, il quotidiano tedesco Bild riferisce che Green è stato relegato al Hamburger SV II , squadra delle riserve che gioca nella quarta divisione del calcio tedesco.  Green, che durante tutta la stagione aveva giocato per solo 113 minuti nella prima squadra, smentisce la notizia; l'addetto stampa del club dichiara che avrebbe giocato con HSV II "un paio di volte quando non era in prima squadra00" per ottenere più azione di gioco e ritmo partita, ma che si sarebbe allenato con la prima squadra.

#### Stoccarda
Il 21 dicembre 2016 viene ufficializzato il passaggio allo Stoccarda.

### Nazionale
Green nasce a Tampa, in Florida negli Stati Uniti da padre americano e madre tedesca. Sua madre torna con lui in Germania quando ha due anni. Perciò inizialmente ha il diritto di giocare o per gli Stati Uniti o per la Germania.
La sua carriera internazionale inizia con la Germania U16s e Under 17. Nel settembre 2012, Green rappresenta gli Stati Uniti a livello U18 in un'amichevole internazionale con Paesi Bassi, segnando in una vittoria 4-2.

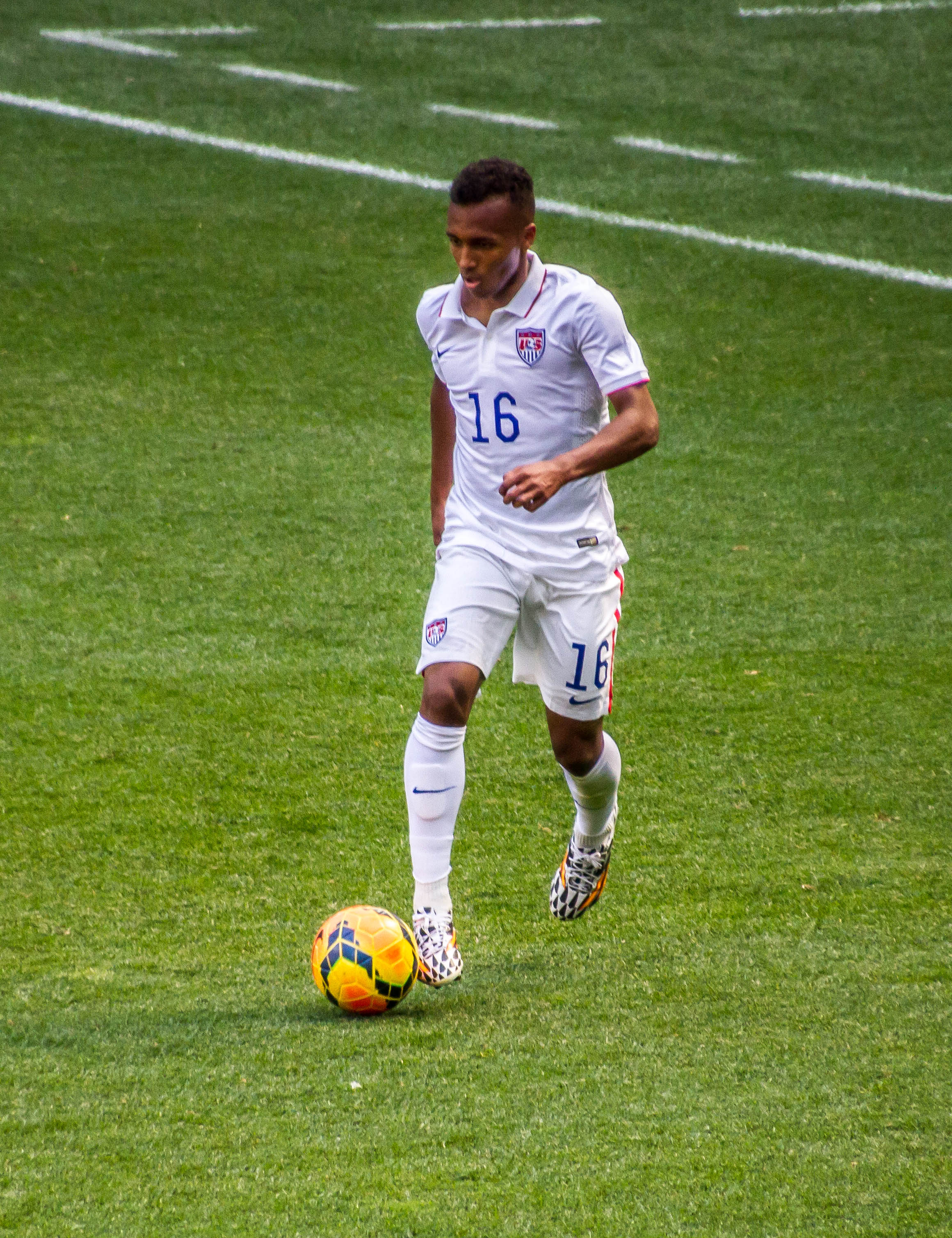
Green con la nazionale statunitense nel 2014.

Green rappresenta la Germania a livello di Under 19 ed è presente nel turno di qualificazione del Campionato Europeo UEFA 2014 Under-19.
Viene chiamato in prima squadra negli Stati Uniti dall'allenatore Jürgen Klinsmann per le amichevoli nel mese di novembre 2013, ma egli declina l'invito. Invece si unisce al team dell'U19 tedesca per una amichevole contro la Francia.
Si allena con gli Stati Uniti in vista della sfida contro l'Ucraina, il 5 marzo 2014. Green dichiara poi di voler giocare con gli States. Prima della sua prima convocazione, Green ha giocato a livello internazionale per le squadre giovanili tedesche e americane grazie alla sua doppia cittadinanza.
Il 24 marzo 2014, la FIFA approva il cambiamento di nazionalità di Green, dandogli la possibilità di giocare per gli Stati Uniti con effetto immediato. Spiegando la sua decisione di giocare per gli Stati Uniti, Green dichiara: "Sono nato in Florida e mio padre vive ancora lì, quindi ho radici profonde negli Stati Uniti. Sono molto orgoglioso di rappresentare gli Stati Uniti."
Il 26 marzo Green riceve la sua prima convocazione per la nazionale maggiore per una amichevole in aprile contro il Messico. Esordisce il 2 aprile 2014 nella stessa partita, che termina con un pareggio per 2-2.
Convocato con la Nazionale statunitense al Mondiale 2014 in Brasile, Green esordisce nella competizione nell'ottavo di finale giocato contro il Belgio, segnando il suo primo gol con gli States che permette loro di accorciare le distanze (2-1).

## Statistiche

### Presenze e reti nel club
Statistiche aggiornate al 21 dicembre 2016.
| Stagione                | Squadra                 | Campionato              | Campionato | Campionato | Coppe nazionali | Coppe nazionali | Coppe nazionali | Coppe continentali | Coppe continentali | Coppe continentali | Altre coppe | Altre coppe | Altre coppe | Totale | Totale |
| Stagione                | Squadra                 | Comp                    | Pres       | Reti       | Comp            | Pres            | Reti            | Comp               | Pres               | Reti               | Comp        | Pres        | Reti        | Pres   | Reti   |
| ----------------------- | ----------------------- | ----------------------- | ---------- | ---------- | --------------- | --------------- | --------------- | ------------------ | ------------------ | ------------------ | ----------- | ----------- | ----------- | ------ | ------ |
| 2013-2014               | Bayern Monaco II        | RLB                     | 23         | 15         | -               | -               | -               | -                  | -                  | -                  | -           | -           | -           | 23     | 15     |
| 2013-2014               | Bayern Monaco           | BL                      | 0          | 0          | -               | -               | -               | UCL                | 1                  | 0                  | Cmc         | 0           | 0           | 1      | 0      |
| 2014-2015               | Amburgo                 | BL                      | 5          | 0          | CG              | 0               | 0               | -                  | -                  | -                  | -           | -           | -           | 5      | 0      |
| 2015-2016               | Bayern Monaco II        | RLB                     | 28         | 10         | -               | -               | -               | -                  | -                  | -                  | -           | -           | -           | 28     | 10     |
| Totale Bayern Monaco II | Totale Bayern Monaco II | Totale Bayern Monaco II | 51         | 25         |                 | -               | -               |                    | -                  | -                  |             | -           | -           | 51     | 25     |
| 2015-2016               | Bayern Monaco           | BL                      | 0          | 0          | -               | -               | -               | UCL                | 1                  | 0                  | -           | -           | -           | 1      | 0      |
| 2016-gen. 2017          | Bayern Monaco           | BL                      | 0          | 0          | CG              | 2               | 1               | UCL                | 0                  | 0                  | SG          | 0           | 0           | 2      | 1      |
| Totale Bayern Monaco    | Totale Bayern Monaco    | Totale Bayern Monaco    | 0          | 0          |                 | 2               | 1               |                    | 2                  | 0                  |             | 0           | 0           | 4      | 1      |
| gen.-giu. 2017          | Stoccarda               | 2.BL                    | 10         | 1          | CG              | 0               | 0               | -                  | -                  | -                  | -           | -           | -           | 10     | 1      |
| 2017-2018               | Greuther Fürth          | 2.BL                    | 24         | 3          | CG              | 0               | 0               | -                  | -                  | -                  | -           | -           | -           | 24     | 3      |
| 2018-2019               | Greuther Fürth          | 2.BL                    | 29         | 4          | CG              | 1               | 0               | -                  | -                  | -                  | -           | -           | -           | 30     | 4      |
| 2019-2020               | Greuther Fürth          | 2.BL                    | 23         | 4          | CG              | 1               | 0               | -                  | -                  | -                  | -           | -           | -           | 24     | 4      |
| 2020-2021               | Greuther Fürth          | 2.BL                    | 30         | 9          | CG              | 3               | 1               | -                  | -                  | -                  | -           | -           | -           | 33     | 10     |
| 2021-2022               | Greuther Fürth          | BL                      | 24         | 0          | CG              | 1               | 1               | -                  | -                  | -                  | -           | -           | -           | 25     | 1      |
| 2022-2023               | Greuther Fürth          | 2.BL                    | 28         | 7          | CG              | 1               | 0               | -                  | -                  | -                  | -           | -           | -           | 29     | 7      |
| 2023-2024               | Greuther Fürth          | 2.BL                    | 16         | 4          | CG              | 2               | 0               | -                  | -                  | -                  | -           | -           | -           | 18     | 4      |
| Totale Greuther Fürth   | Totale Greuther Fürth   | Totale Greuther Fürth   | 174        | 31         |                 | 9               | 2               |                    | -                  | -                  |             | -           | -           | 183    | 33     |
| Totale carriera         | Totale carriera         | Totale carriera         | 240        | 57         |                 | 11              | 3               |                    | 2                  | 0                  |             | 0           | 0           | 253    | 60     |

### Cronologia presenze e reti in nazionale
| Cronologia completa delle presenze e delle reti in nazionale ― Stati Uniti | Cronologia completa delle presenze e delle reti in nazionale ― Stati Uniti | Cronologia completa delle presenze e delle reti in nazionale ― Stati Uniti | Cronologia completa delle presenze e delle reti in nazionale ― Stati Uniti | Cronologia completa delle presenze e delle reti in nazionale ― Stati Uniti | Cronologia completa delle presenze e delle reti in nazionale ― Stati Uniti | Cronologia completa delle presenze e delle reti in nazionale ― Stati Uniti | Cronologia completa delle presenze e delle reti in nazionale ― Stati Uniti |
| Data                                                                       | Città                                                                      | In casa                                                                    | Risultato                                                                  | Ospiti                                                                     | Competizione                                                               | Reti                                                                       | Note                                                                       |
| -------------------------------------------------------------------------- | -------------------------------------------------------------------------- | -------------------------------------------------------------------------- | -------------------------------------------------------------------------- | -------------------------------------------------------------------------- | -------------------------------------------------------------------------- | -------------------------------------------------------------------------- | -------------------------------------------------------------------------- |
| 2-4-2014                                                                   | Glendale                                                                   | Stati Uniti                                                                | 2 – 2                                                                      | Messico                                                                    | Amichevole                                                                 | -                                                                          | 59’                                                                        |
| 1-6-2014                                                                   | Harrison                                                                   | Stati Uniti                                                                | 2 – 1                                                                      | Turchia                                                                    | Amichevole                                                                 | -                                                                          | 63’                                                                        |
| 1-7-2014                                                                   | Salvador                                                                   | Belgio                                                                     | 2 – 1 dts                                                                  | Stati Uniti                                                                | Mondiali 2014 - Ottavi di finale                                           | 1                                                                          | 105’                                                                       |
| 3-9-2014                                                                   | Praga                                                                      | Rep. Ceca                                                                  | 0 – 1                                                                      | Stati Uniti                                                                | Amichevole                                                                 | -                                                                          |                                                                            |
| 14-11-2014                                                                 | Londra                                                                     | Colombia                                                                   | 2 – 1                                                                      | Stati Uniti                                                                | Amichevole                                                                 | -                                                                          | 86’                                                                        |
| 22-5-2016                                                                  | Bayamón                                                                    | Porto Rico                                                                 | 1 – 3                                                                      | Stati Uniti                                                                | Amichevole                                                                 | -                                                                          | 63’                                                                        |
| 7-10-2016                                                                  | L'Avana                                                                    | Cuba                                                                       | 0 – 2                                                                      | Stati Uniti                                                                | Amichevole                                                                 | 1                                                                          |                                                                            |
| 11-10-2016                                                                 | Washington                                                                 | Stati Uniti                                                                | 1 – 1                                                                      | Nuova Zelanda                                                              | Amichevole                                                                 | 1                                                                          | 78’                                                                        |
| 29-5-2018                                                                  | Filadelfia                                                                 | Stati Uniti                                                                | 3 – 0                                                                      | Bolivia                                                                    | Amichevole                                                                 | -                                                                          | 61’                                                                        |
| 9-6-2018                                                                   | Décines-Charpieu                                                           | Francia                                                                    | 1 – 1                                                                      | Stati Uniti                                                                | Amichevole                                                                 | 1                                                                          | 70’                                                                        |
| 8-9-2018                                                                   | East Rutherford                                                            | Stati Uniti                                                                | 0 – 2                                                                      | Brasile                                                                    | Amichevole                                                                 | -                                                                          | 55’                                                                        |
| 12-9-2018                                                                  | Nashville                                                                  | Stati Uniti                                                                | 1 – 0                                                                      | Messico                                                                    | Amichevole                                                                 | -                                                                          | 40’                                                                        |
| 12-10-2018                                                                 | Tampa                                                                      | Stati Uniti                                                                | 2 – 4                                                                      | Colombia                                                                   | Amichevole                                                                 | -                                                                          | 84’                                                                        |
| 17-10-2018                                                                 | East Hartford                                                              | Stati Uniti                                                                | 1 – 1                                                                      | Perù                                                                       | Amichevole                                                                 | -                                                                          | 55’                                                                        |
| 15-11-2018                                                                 | Londra                                                                     | Inghilterra                                                                | 3 – 0                                                                      | Stati Uniti                                                                | Amichevole                                                                 | -                                                                          | 62’                                                                        |
| Totale                                                                     |                                                                            | Presenze                                                                   | 15                                                                         |                                                                            | Reti                                                                       | 4                                                                          |                                                                            |

## Palmarès

### Club

#### Competizioni nazionali
- Fußball-Regionalliga: 1

Bayern Monaco II: 2013-2014 (girone Baviera)
- Campionato tedesco: 2

Bayern Monaco: 2013-2014, 2015-2016
- Coppa di Germania: 1

Bayern Monaco: 2013-2014
- Supercoppa di Germania: 1

Bayern Monaco: 2016
- Campionato tedesco di seconda divisione: 1

Stoccarda: 2016-2017

#### Competizioni Internazionali
- Coppa del mondo per club: 1

Bayern Monaco: 2013